# Troedovye Rezervystadion
Het Troedovye Rezervystadion (Russisch: Трудовые Резервы) is een multifunctioneel stadion in Koersk, een stad in Rusland. 
Het stadion wordt vooral gebruikt voor voetbalwedstrijden, de voetbalclub FK Avangard Koersk maakt gebruik van dit stadion. In het stadion is plaats voor 11.329 toeschouwers. Het stadion werd gerenoveerd in 2008.